# Risley (Derbyshire)
Risley est une paroisse civile et un village du Derbyshire, en Angleterre.